# 다랴 바르폴로메프
다랴 바르폴로메프(독일어: Darja Varfolomeev, 독일어 발음: [ˈdaʁja vaʁfoloˈmeːf], 2006년 11월 7일~) 또는 다리야 드미트리예브나 바르폴로메예바(러시아어: Да́рья Дми́триевна Варфоломе́ева)는 러시아 태생 독일의 리듬 체조 선수이다. 2024년 하계 올림픽에서 개인종합 금메달을 획득했으며 2023년 세계 선수권 대회 개인종합에서 우승을 차지했다.